# Sylvain Marchal
Sylvain Marchal (Langres, 10 de janeiro de 1980) é um ex-futebolista francês que atuava como zagueiro.